# Nina Dumbadze
Nina Dumbadze (née le 23 mai 1919 à Odessa et morte le 14 avril 1983 à Tbilissi) est une athlète soviétique d'origine géorgienne, spécialiste du lancer du disque.

## Carrière
Concourant sous les couleurs de l'URSS, elle remporte les Championnats d'Europe d'athlétisme en 1946 et 1950, et se classe troisième des Jeux olympiques de 1952.
En 1948, à Moscou, elle améliore le record du monde du lancer du disque de l'Allemande Gisela Mauermayer avec 53,25 m et devient la première athlète féminine à dépasser la limite des 50 m. Dépossédée de son record mondial en 1952 par sa compatriote Nina Ponomaryova-Romashkova (53,61 m), elle améliore cette marque quelques jours plus tard en réalisant un jet à 57,04 m à Tbilissi. Cette performance ne sera améliorée qu'en 1960 par la Soviétique Tamara Press (57,15 m).

## Palmarès
| Date | Compétition           | Lieu      | Résultat | Marque  |
| ---- | --------------------- | --------- | -------- | ------- |
| 1946 | Championnats d'Europe | Oslo      | 1re      | 44,21 m |
| 1950 | Championnats d'Europe | Bruxelles | 1re      | 48,03 m |
| 1952 | Jeux olympiques       | Helsinki  | 3e       | 46,29 m |

## Records
| Épreuve          | Performance | Lieu | Date |
| ---------------- | ----------- | ---- | ---- |
| Lancer du disque | 57,04 m     |      | 1952 |